# Anomomorpha lecanorina
Anomomorpha lecanorina é uma espécie de líquen da família Graphidaceae. Foi descrito cientificamente em 2011.